# Antioquia (departamento)
Antioquia é um dos 32 departamentos da Colômbia, está situado no noroeste do país.
Ao norte, o departamento de Antioquia é banhado pelo mar do Caribe e faz divisa com os departamentos de Córdoba e Bolívar; a leste faz divisa com os departamentos de Bolívar, Santander e Boyacá; ao sul faz divisa com os departamentos de Caldas e Risaralda e a oeste faz divisa com o departamento Chocó.
Sua capital é Medellín, a segunda maior cidade da Colombia em importância econômica e a terceira em população.
A maior parte do território é montanhoso (85%) pela presença das cordilheiras Ocidental e Central. As terras baixas correspondem aos vales dos rios que nascem destas cordilheiras: rio Atrato, rio Medellín, rio Cauca e rio Magdalena. As altitudes variam entre 300 e 4.100 metros acima do nível do mar.

## Municípios e organização territorial
Antioquia está dividida 9 sub-regiões que não são relevantes em termos de governo e que foram criados para facilitar a administração do departamento.

### Divisões do território de Antioquia
- Bajo Cauca;
- Magdalena Medioo;
- Nordeste;
- Norte;
- Occidente;
- Oriente;
- Suroeste;
- Urabá;
- Valle de Aburrá.

| Bajo Cauca                                                | Magdalena Medio                                                         | Nordeste                                                                                              |
| --------------------------------------------------------- | ----------------------------------------------------------------------- | --- |
| Caucasia • Cáceres • El Bagre • Nechí • Tarazá • Zaragoza | Caracolí • Maceo • Puerto Berrío • Puerto Nare • Puerto Triunfo • Yondó | Amalfi • Anorí • Cisneros • Remedios • San Roque • Santo Domingo • Segovia • Vegachí • Yalí • Yolombó |

| Norte | Occidente | Oriente |
| --- | --- | --- |
| Angostura • Belmira • Briceño • Campamento • Carolina del Príncipe • Donmatías • Entrerríos • Gómez Plata • Guadalupe • Ituango • San Andrés de Cuerquia • San José de la Montaña • San Pedro de los Milagros • Santa Rosa de Osos • Toledo • Valdivia • Yarumal | Abriaquí • Anzá • Armenia • Buriticá • Cañasgordas • Dabeiba • Ebéjico • Frontino • Giraldo • Heliconia • Liborina • Olaya • Peque • Sabanalarga • San Jerónimo • Santa Fe de Antioquia • Sopetrán • Uramita | Abejorral • Alejandría • Argelia • Carmen de Viboral • Cocorná • Concepción • El Peñol • El Retiro • El Santuario • Granada • Guarne • Guatapé • La Ceja • La Unión • Marinilla • Nariño • Rionegro • San Carlos • San Francisco • San Luis • San Rafael • San Vicente • Sonsón |

| Suroeste | Urabá | Valle de Aburrá                                                                                           |
| --- | --- | --- |
| Amagá • Andes • Angelópolis • Betania • Betulia • Caicedo • Caramanta • Ciudad Bolívar • Concordia • Fredonia • Hispania • Jardín • Jericó • La Pintada • Montebello • Pueblorrico • Salgar • Santa Bárbara • Támesis • Tarso • Titiribí • Urrao • Valparaíso • Venecia | Apartadó • Arboletes • Carepa • Chigorodó • Murindó • Mutatá • Necoclí • San Juan de Urabá • San Pedro de Urabá • Turbo • Vigía del Fuerte | Barbosa • Bello • Caldas • Copacabana • Envigado • Girardota • Itagüí • La Estrella • Medellín • Sabaneta |

### Etnias
| Cor/Raça           | Porcentagem |
| ------------------ | ----------- |
| Mestiços e brancos | 88,66%      |
| Afro-colombianos   | 10,83%      |
| Indígenas          | 0,51%       |